# Шейнин, Виктор Семёнович
Виктор Семёнович Шейнин  (16 августа 1938 — 13 ноября 2014) — советский, российский кинооператор, Заслуженный деятель искусств Российской Федерации (1994 год).

## Биография
Родился в семье кинооператора Мосфильма Семёна Шейнина и режиссёра Арши Ованесовой. Получив среднее образование, поступил во ВГИК. В качестве оператора-постановщика (совместно с В. Красуцким) подготовил выпускной дипломный короткометражный фильм «Юрка — бесштанная команда», где снимались Василий Шукшин и Зиновий Гердт.
В начале 1970-х годов с режиссёром Леонидом Марягиным снял телефильмы «Моя улица» и «Двое в пути», которые были награждены главными призами Интервидения и стали знаковыми для своего поколения.
В начале 1980-х годов сотрудничал с режиссёром Андреем Ладыниным в постановке картин детективного жанра, наиболее известна из которых — «Версия полковника Зорина». Позже работал со Светланой Дружининой, Михаилом Казаковым и другими.
В 1994 году удостоен звания Заслуженный деятель искусств Российской Федерации. Коллегами по Союзу кинематографистов России отмечен как «замечательный мастер и тонкий художник».
13 ноября 2014 года Виктор Шейнин скончался. Похоронен в Москве на Троекуровском кладбище.
22 октября 2015 года посмертно удостоен медали ордена «За заслуги перед Отечеством» II степени.

## Фильмография
- 1961 год — «Юрка — бесштанная команда» (короткометражный);
- 1965 год — «Дорога к морю»;
- 1966 год — «Ожидания» (короткометражный);
- 1968 год — «Жажда над ручьём»;
- 1970 год — «Город первой любви» (эпизоды «Царицын — 1919 год», «Сталинград — 1929 год»);
- 1970 год — «Моя улица»;
- 1973 год — «Двое в пути»;
- 1974 год — «Стоянка — три часа»;
- 1977 год — «Счёт человеческий»;
- 1978 год — «Версия полковника Зорина»;
- 1979 год — «Ревю на льду» (короткометражный);
- 1981 год — «В последнюю очередь»;
- 1981 год — «Фортуна» (короткометражный);
- 1982 год — «Формула света»;
- 1983 год — «Ураган приходит неожиданно»;
- 1985 год — «Пять минут страха»;
- 1985 год — «Соучастие в убийстве»;
- 1987 год — «Гардемарины, вперёд!»;
- 1989 год — «Лицом к стене»;
- 1989 год — «Созвездие Козлотура»;
- 1990 год — «Летучий голландец»;
- 1991 год — «Бабочки»;
- 1991 год — «Тень, или Может быть, всё обойдётся»;
- 1991 год — «Уставшие»;
- 1992 год — «Риск без контракта»;
- 2003 год — «Пан или пропал (телесериал)»;
- 2004 год — «Евлампия Романова. Следствие ведёт дилетант», три фильма второго сезона: «Гадюка в сиропе», «Обед у людоеда», «Созвездие жадных псов»;
- 2004 год — «Кадеты (телесериал)»;
- 2004 год — «Медная бабушка» (фильм-спектакль);
- 2004 год — «Новые приключения Ниро Вульфа и Арчи Гудвина», серии «Подарок для Лили», «Слишком много женщин»;
- 2006 год — «Звезда Империи» (телесериал);
- 2007 год — «Шекспиру и не снилось»;
- 2008 год — «Если нам судьба» (телесериал);
- 2008 год — «Завещание ночи» (телесериал);
- 2008 год — «Преступная страсть»;
- 2010 год — «Последняя встреча» (телесериал);
- 2011 год — «Команда восемь» (телесериал);
- 2011 год — «Пираньи» (телесериал).